# Tipula angelica
Tipula angelica är en tvåvingeart som beskrevs av Theowald 1957. Tipula angelica ingår i släktet Tipula och familjen storharkrankar. Inga underarter finns listade i Catalogue of Life.